# Ufficio dei trasporti della città di Sapporo
L'Ufficio dei trasporti della città di Sapporo (札幌市交通局?, Sapporo-shi Kōtsū-kyoku) è la divisione dei trasporti pubblici della città di Sapporo, in Hokkaidō, ed è un ente pubblico locale. Attualmente gestisce la metropolitana e il tram della città.

## Storia
È stata fondata nel 1927 quando i tram della città divennero di proprietà municipale, seguita dalle operazioni di autobus nel 1930 e dalle operazioni di metropolitana nel 1971.
Tuttavia, dagli anni '90, l'ufficio ha sofferto di enormi deficit ed ha quindi ceduto le sue linee di autobus a un operatore privato nel 2004. L'ufficio ha introdotto una smart card chiamata SAPICA il 30 gennaio 2009.

## Trasporti
- Metropolitana di Sapporo
- Tram di Sapporo